# مجموعة ورقة طوابع البريد
مجموعة طوابع البريد، (Postage stamp block)، في مجال هواية جمع الطوابع هي مجموعة من أربعة طوابع بريد أو أكثر مطبوعة على ورقة غير منفصلة أو عدة أوراق. ولا تقتصر أهمية ورقة المجموعة على أنها أكثر ندرة من الطوابع الفردية فحسب، بل إنها تحافظ أيضًا على المواضع النسبية للطوابع كما طُبعت في المطبعة، وهي معلومات حاسمة لفهم كيفية طبع الطوابع البريدية.

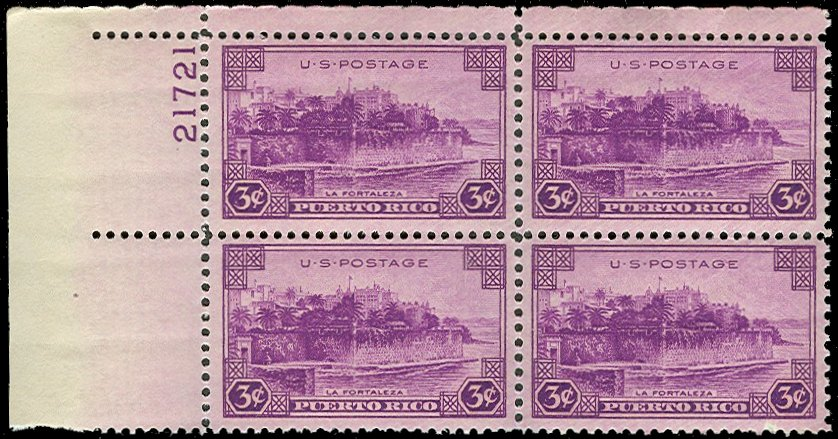
مثال على مجموعة اللوحة لسنة 1937

غالبًا ما تتضمن كتل لوحة الطوابع من حواف الورقة أو الجزء الأصلي أجزاء من هامش الورقة، والتي قد تحتوي على مجموعة متنوعة من المعلومات. على سبيل المثال، تحافظ ورقة المجموعة على الأسهم الدالة على الخطوط الإرشادية المستعملة في صف الأوراق للتثقيب أو خطوات الإنتاج الأخرى (عادةً ما تكون هذه اللوحات محددة بزاوية على شكل سهم، ومن هنا جاءت التسمية)، وتتضمن مجموعات خط الوسط خطوطاً مطبوعة في منتصف الورقة. وتتضمن مجموعة البصمة اسم الطابعة، بينما تتضمن مجموعة البصمة بالنسبة للعديد من طوابع الولايات المتحدة على ذكر ترويجي للرمز البريدي.

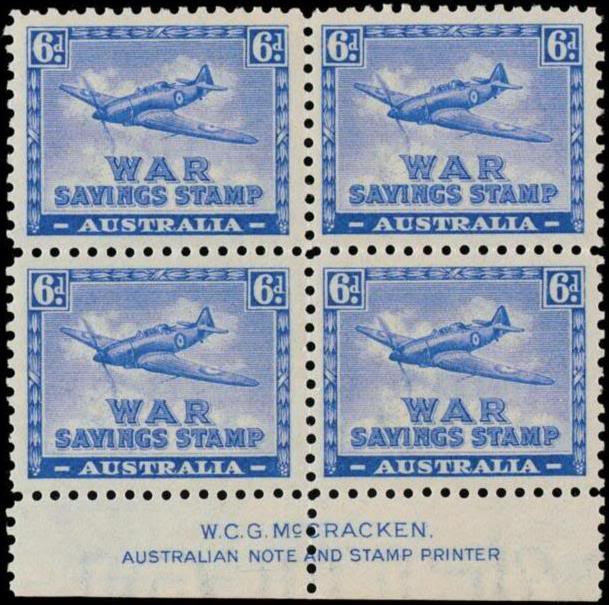
طوابع مدخرات الحرب الأسترالية فئة 6 بنسات

## أمثلة للنموذج أو المجموعات
- مجموعة ألوان المرور.

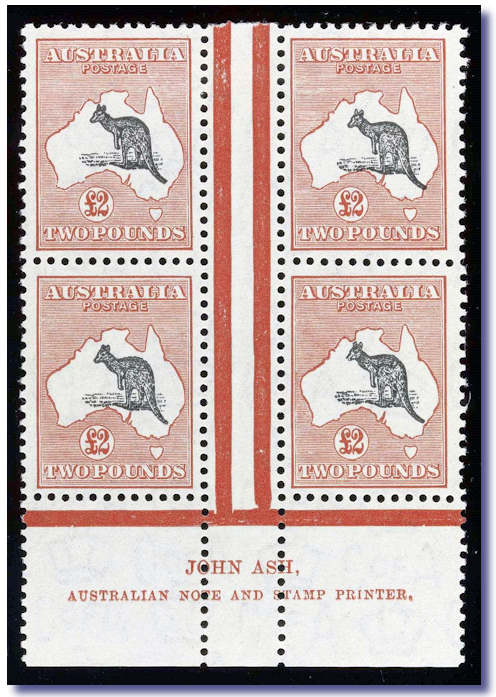
مجموعة ورقة الطوابع Roo Ash بقيمة 2 جنيه إسترليني

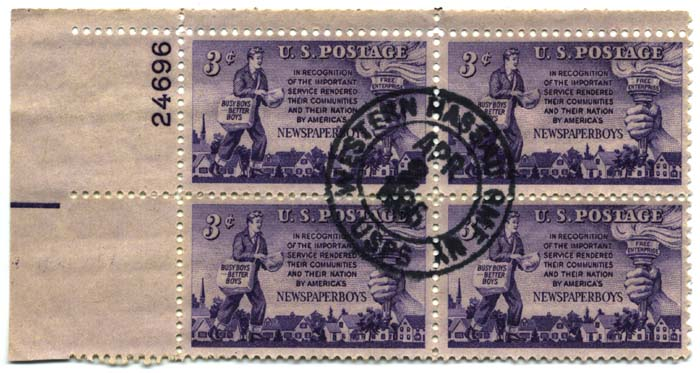
صحيفة بلوك يو إس 1952

تحتوي مجموعة إشارات المرور على علامات التسجيل الملونة في ختم الطوابع في مارجي.
- مجموعة البصمة.

تحتوي كتلة مجموعة الطباعة على اسم آلة الطباعة في الهامش السفلي أو العلوي للطابع.
- مجموعة اللوحة.

أكثر أنواع المجموعات التي جمعت شيوعًا هي كتلة لوحة الطوابع، والتي تتضمن الجزء من الهامش حيث الأرقام التسلسلية للوحات الطباعة.
- مجموعة الحضيض.

تحتوي مجموعة الحضيض على هوامش الطوابع التي عادة ما تكون في زوايا الطوابع في وسط المجموعة.

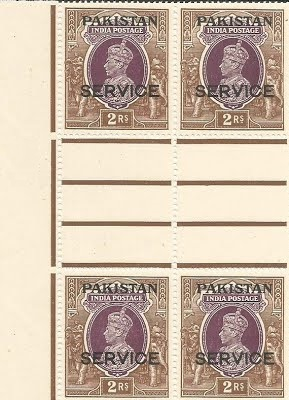
مثال لمجموعة الحضيض

## القيمة

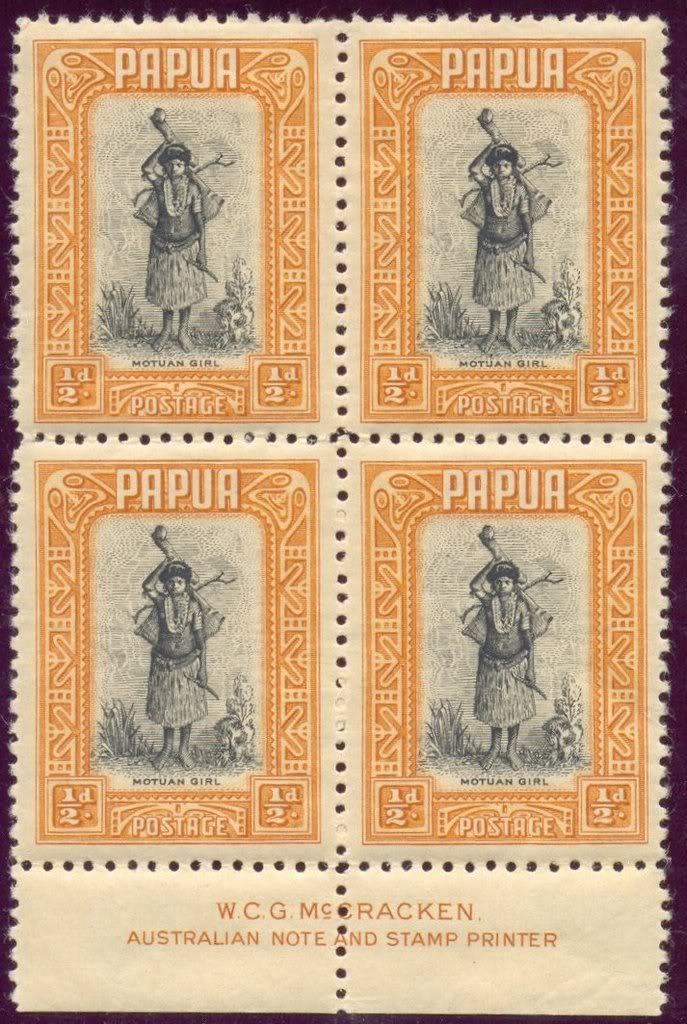
طابع بريدي لفتاة بابوا موتوان عام 1940 في مجموعة ورقة طوابع

على الرغم من أن مجموعة الطوابع النادرة ذات قيمة عالية، إلا أن سعر المجموعة قد يكون مرتفعًا جدًا لدرجة أنه لا يمكن العثور على المشتري المناسب، مما يترك المالك في مواجهة احتمال مؤلم لتفكيك المجموعة إلى طوابع فردية، حتى يتمكن من بيع الطوابع بشكل فردي. في بعض الحالات، يعلن التجار عن خطط لتفكيك مجموعة مشهورة، على أمل أن يتقدم شخص ما لإنقاذ هذهِ المجموعة من التفكيك.